# Ibón de Bachimaña Bajo
L'ibón Baixo Vachimanya és un ibón del pirineu aragonès d'Osca, situat a la Vall de Tena. Està situat a 2190 metres d'altitud sobre el nivell del mar. En ell s'ha construït una presa, per això ara es denomina embassament de Baixo Vachimanya, encara que en realitat és un ibón utilitzat com a embassament.

## Descripció
El ibón té 3,2 hectàrees de superfície. La seua profunditat és desconeguda, però no és molt gran. Així i tot, és profund com per poder cobrir a una persona. L'ibón no serveix d'embassament, ja que el desglaç dels cims propers va a parar a aquest ibón i al veí Ibón Alto Vachimanya.

## Excursions
Té cert interès per a les rutes, ja que, en estar situat als peus del pic Sarrato (2877 m) i pic Xuans (2757 m), permet ascendir a aquests cims o als pics de l'Infierno (3082 m), entre moltes altres rutes de muntanya. També es pot ascendir a l'ibón Alto Vachimanya Alto (2207 m). A prop hi és el circ de la punda de ra Faixa (3005 m), un dels més transitats i d'aquí l'interès d'aquesta zona, és molt visitat i aporta una mica d'interès al ibón. També és interessant la collada de les Punda de ras Argualas i el pic Pondiellos, més fàcil d'ascendir per la ruta dels Banys de Panticosa. Des de Baixo Vachimanya un camí ascendeix a la Punda de roGarmo Negro (3051 m), però com en la ruta anterior, el més fàcil és fer-ho des de Banys de Panticosa. Sobre l'ibón Baixo Vachimanya està el nou refugi dels Ibons de Vachimanya.